# 大鱗鱂
大鱗鱂為輻鰭魚綱鯉齒目鯉齒亞目鯉齒鱂科的其中一種，被IUCN列為瀕危保育類動物，分布於中美洲墨西哥的淡水水域，體長可達5公分，可做為觀賞魚。

## 擴展閱讀
維基物種上的相關：大鱗鱂